# Saint-Ybard
Saint-Ybard är en kommun i departementet Corrèze i regionen Nouvelle-Aquitaine i de centrala delarna av Frankrike. Kommunen ligger  i kantonen Uzerche som tillhör arrondissementet Tulle. År 2022 hade Saint-Ybard 717 invånare.

## Befolkningsutveckling
Antalet invånare i kommunen Saint-Ybard
Referens:INSEE